# Ricky Tarrant
Ricky LaFredrick Tarrant (ur. 7 sierpnia 1993 w Pleasant Grove) – amerykański koszykarz, występujący na pozycjach rozgrywającego lub rzucającego obrońcy.
12 lipca 2020 został zawodnikiem Spójni Stargard. 15 grudnia opuścił klub.

## Osiągnięcia
Stan na 16 grudnia 2020, na podstawie, o ile nie zaznaczono inaczej..

### NCAA
- Najlepszy pierwszoroczny zawodnik:
  - konferencji USA (2012)
  - LSWA (2012)
- Zaliczony do:
  - I składu:
    - konferencji USA (2012)
    - najlepszych pierwszorocznych zawodników konferencji USA (2012)
    - SEC Academic Honor Roll (2014)
    - turnieju Tulane Classic (2012)

  - II składu konferencji USA (2013)
  - III składu All-Louisiana (2013 przez Louisiana Sports Writers Association (LSWA))

### Indywidualne
- Zaliczony do I składu Canadian Elite Basketball League (2019)